# Microdon albofascia
Microdon albofascia är en tvåvingeart som beskrevs av Hull 1944. Microdon albofascia ingår i släktet myrblomflugor, och familjen blomflugor.
Artens utbredningsområde är Myanmar. Inga underarter finns listade i Catalogue of Life.